# Кайдан. Історія про примар
«Кайдан. Історія про примар» — фільм 2007 року.

## Сюжет
250 років тому. Соецу, дрібний лихвар, був убитий жорстоким самураєм Сіндзаемоном. Його тіло було скинуте у Касане-га-футі — вир річки. А за легендою, той, хто туди впаде, ніколи більше не випливе. Через 20 років Сінкіті, красень-син Сіндзаемона, випадково знайомиться з Тойосіґою, дочкою Соецу, і закохується у неї, а вона — у нього. Коли Тойосіґа помирає після дивної хвороби, Сінкіті виявляє, що він не тільки не може уникнути таємничих нещасть минулого та невмирущого кохання до нього Тойосіґи, але й мусить глянути у вічі страшній правді, яку зберігає Касане-га-футі.